# Lóránt Péter
Lóránt Péter (Budapest, 1985. október 23. –) magyar válogatott kosárlabdázó.
2001-től a Körmend játékosa (2002-ben mutatkozott be az élvonalban), a 2002–2003-as szezonban egyből bajnoki címet szerzett 18 évesen. 2004-ben átigazolt a Debreceni Vadkakasok csapatába, ahol az ULEB-kupában indulhatott. Innen a szezon végén külföldre igazolt, 2005 és 2013 között megfordult a belga Antwerp Giants, a spanyol másodosztályú Bàsquet Manresa és első osztályú Lagun Aro GBC és az olasz Virtus Roma csapatában, de legjelentősebb állomása 2007 és 2011 között a spanyol másodosztályú CB Ford Burgos csapatában volt, ahol utolsó évében csapatkapitány volt.
2013-ban igazolt vissza Magyarországra, az Adria-liga részt vevő Szolnoki Olaj csapatába, ahol 2014-ben újra magyar bajnok lett.
A 2014/15-ös szezon felénél különböző okokból szerződést bontottak a felek, majd az Olasz első osztályú Pesaro játékosa lett.
2015. augusztusában aláírt 2 évre a székesfehérvári TLI-Alba Fehérvár csapatához.

## Csapatai
- 2001–2004  Marc-Körmend
- 2004–2005  Debreceni Vadkakasok
- 2005–2006  Antwerp Giants
- 2007  Bàsquet Manresa
- 2007–2011  Ford Burgos
- 2011–2012  Lagun Aro GBC
- 2012–2013   Virtus Roma
- 2013–2014  Szolnoki Olaj
- 2014-2015  Victoria Libertas Pesaro
- 2015-  TLI-Alba Fehérvár

## Sikerei
- 2002–2003 Magyar bajnok a Marc-Körmend csapatával
- 2013–2014 Magyar bajnok a Szolnoki Olaj KK csapatával
- 2013–2014 Magyar kupagyőztes a Szolnoki Olaj KK csapatával
- 2013–2014 EuroChallenge 4. helyezett a Szolnoki Olaj KK csapatával
- 2016-2017 Magyar kupagyőztes az Alba Fehérvár csapatával
- Magyar válogatott (2006-2015)
- Az év magyar kosárlabdázója (2009)

## Külső hivatkozások
- Hivatalos Twitter-oldal